# Guben
Guben (szorb nyelven: Gubin) település Németországban, azon belül Brandenburgban. Lakosainak száma 16 210 fő (2023. december 31.). Guben a Neisse folyón található, amely Németország és Lengyelország határát jelöli, a lengyelországi Gubin várossal átellenben, amely 1945-ig hozzátartozott.  

## Források

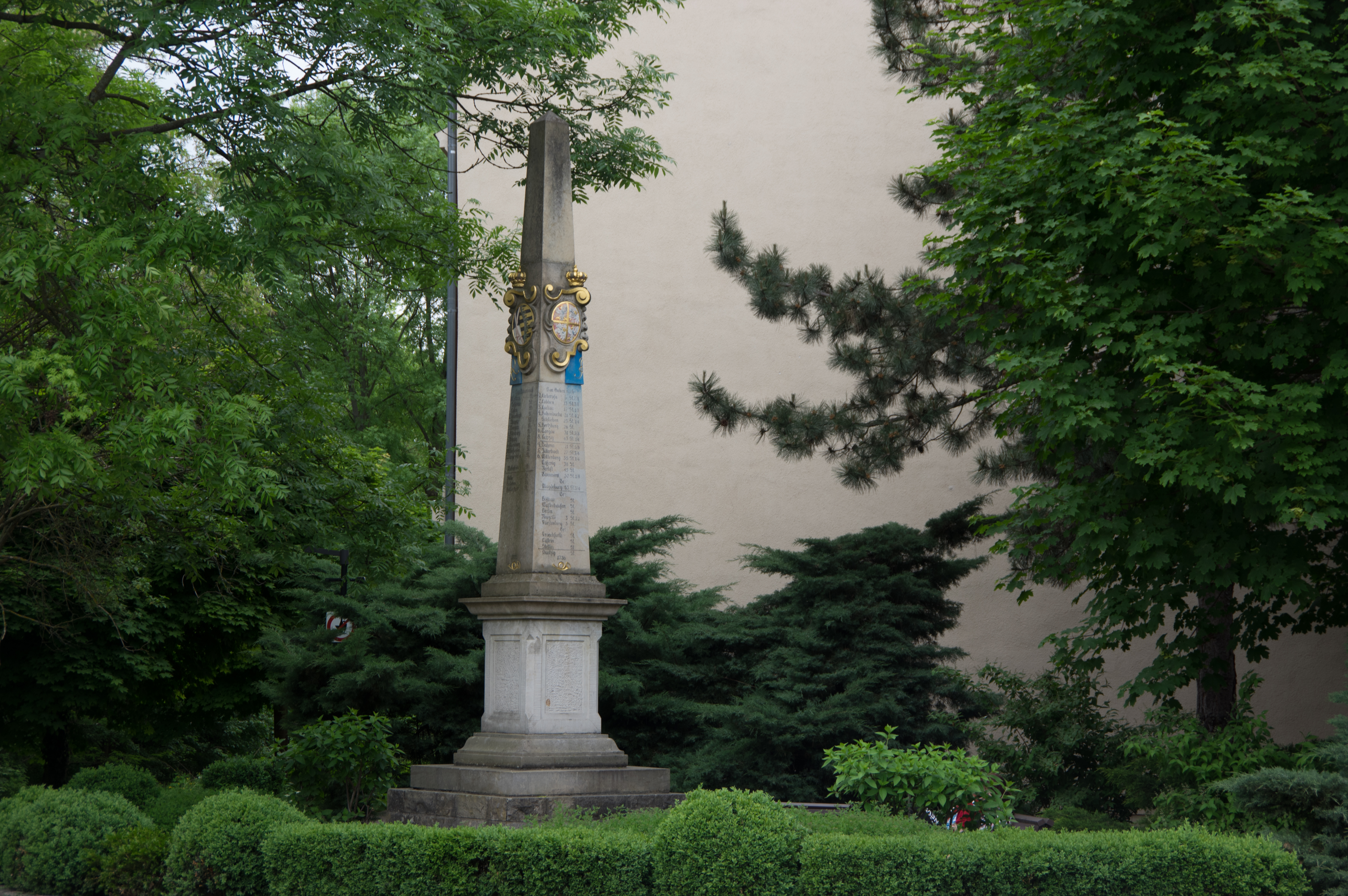
Lengyel-Szász mérföldkő (1736)

## Népesség
A település népességének változása:
| Lakosok száma | 25 245 | 21 341 | 19 320 | 17 616 | 16 656 | 16 377 | 16 363 | 16 210 |
|               | 2000   | 2005   | 2010   | 2015   | 2020   | 2021   | 2022   | 2023   |